# Bolonia

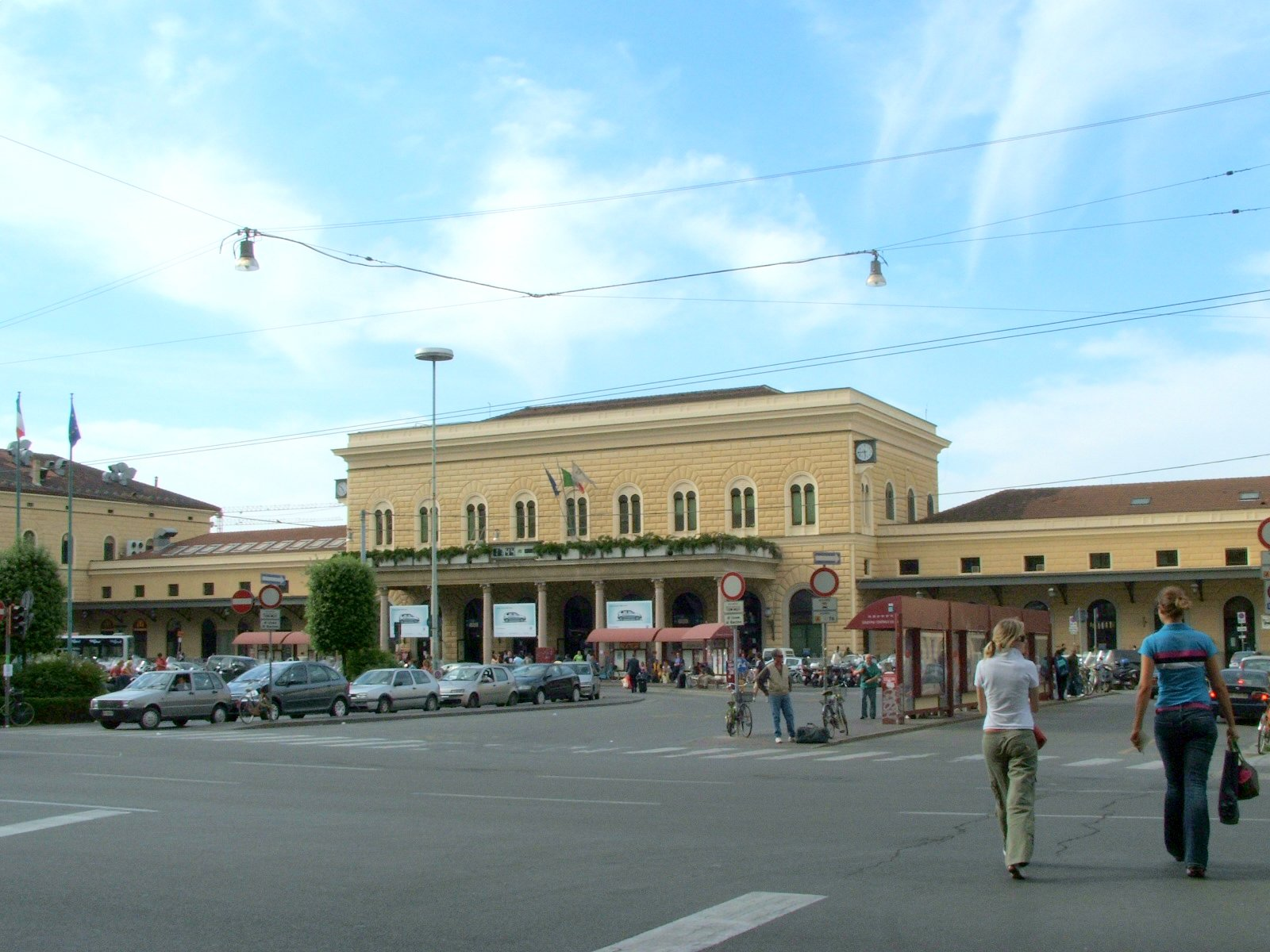
Dworzec Główny w Bolonii z 1859 roku

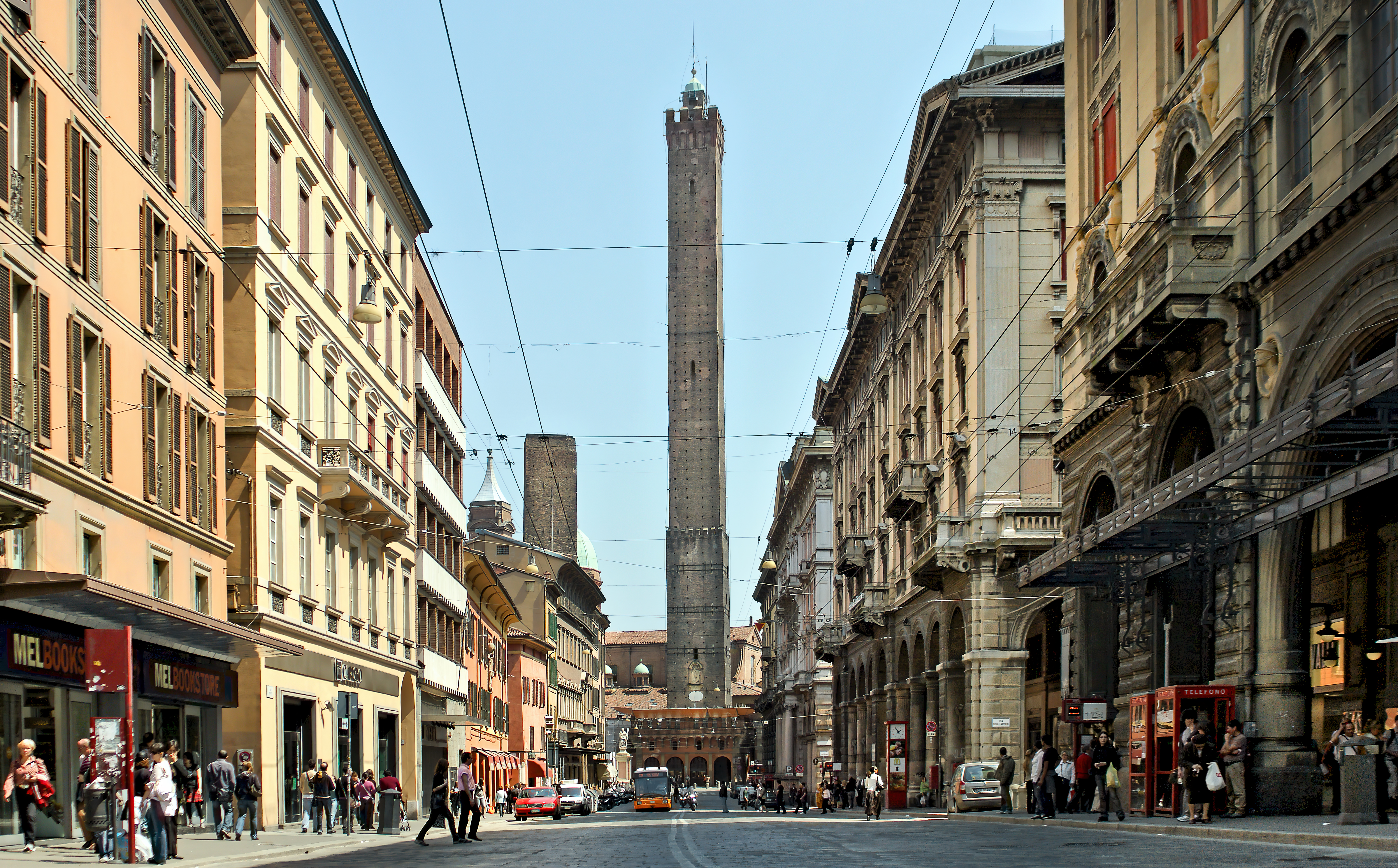
Wieża Asinelli (97,2 m), w tle wieża Garisenda (48 m)

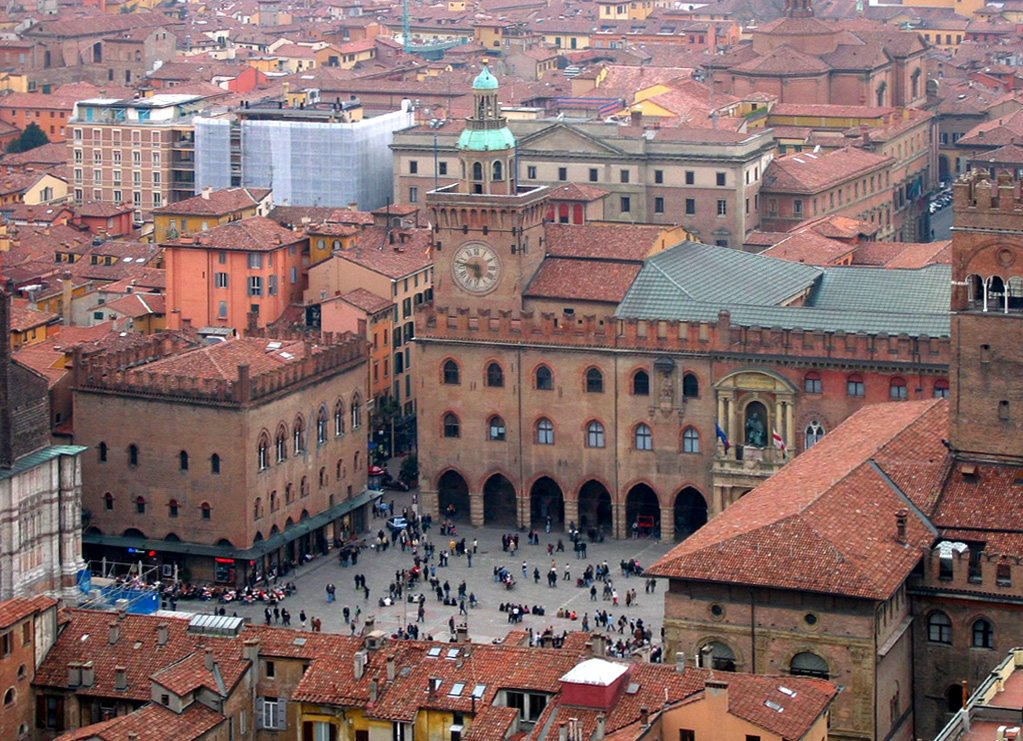
Piazza Maggiore (Rynek Główny)

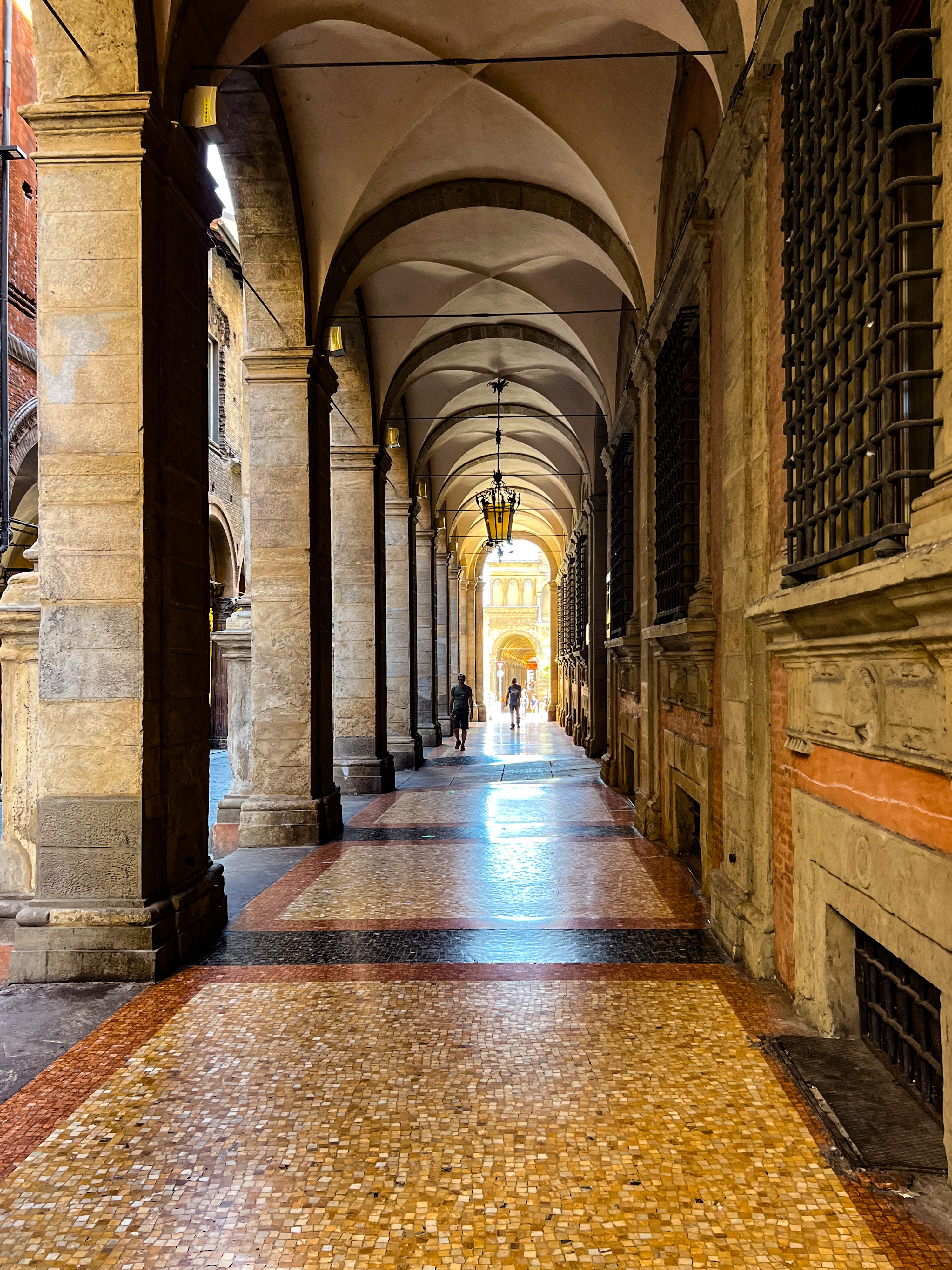
Typowe arkady w Bolonii

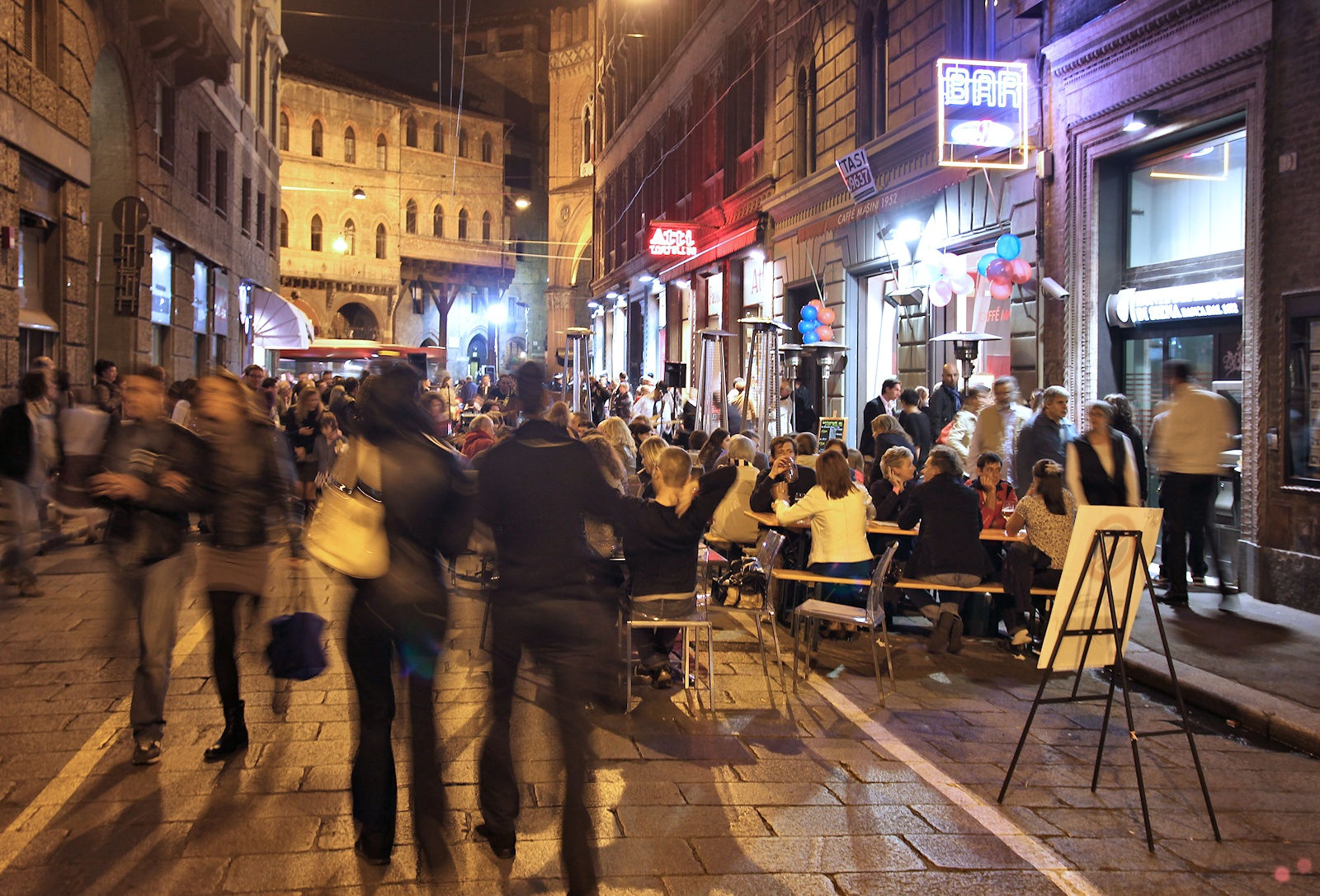
Nocne życie i kawiarnie przy Via Guglielmo Marconi

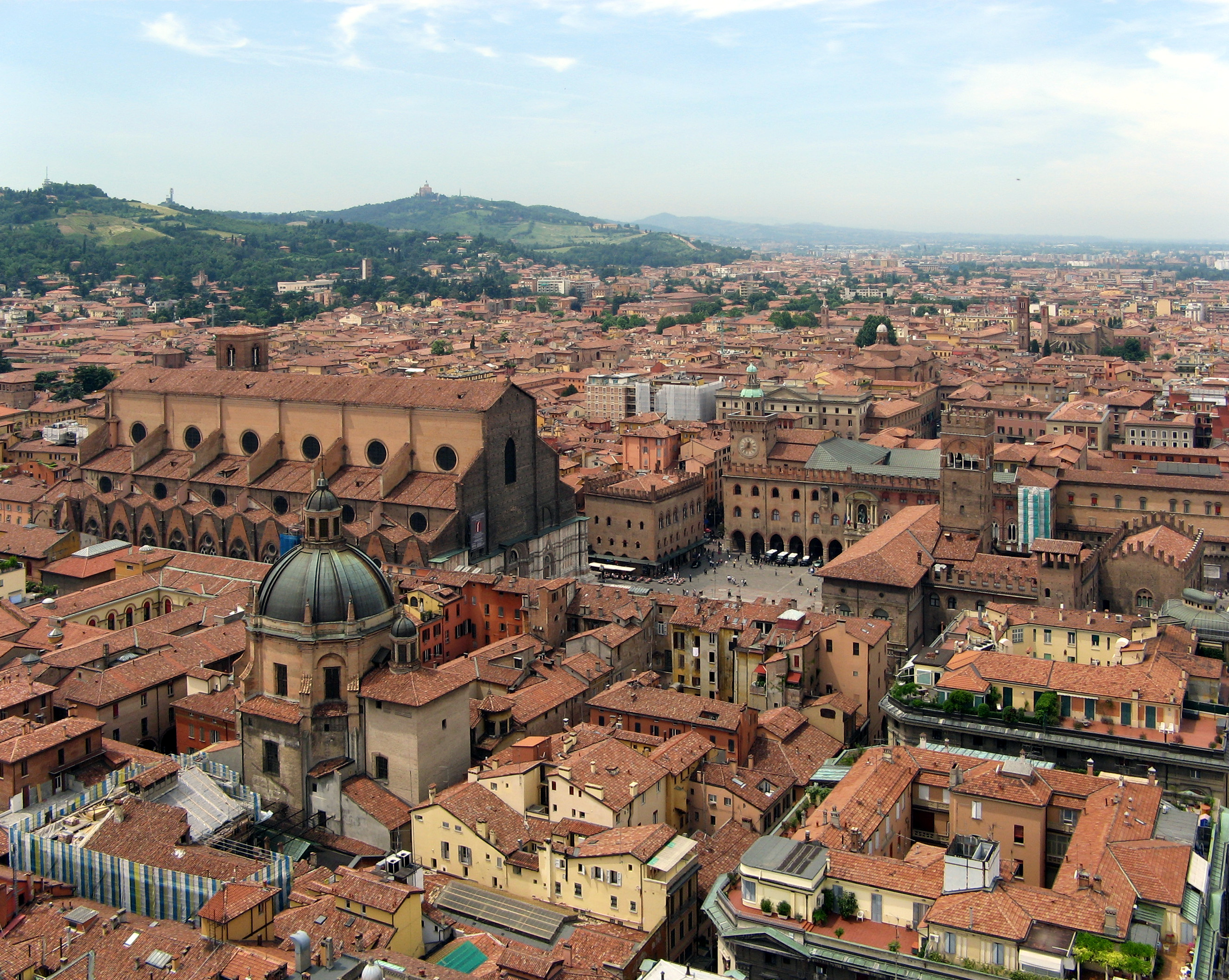
Widok na bazylikę san Petronio i plac Maggiore

Bolonia (wł. Bologna) – miasto w północnych Włoszech, położone jest między Padem a Apeninami na wysokości 54 m n.p.m. Miasto leży nad dwiema rzekami – Reno i Saveną. Stolica regionu Emilia-Romania.

## Dane ogólne
Ośrodek administracyjny prowincji Bolonia, na Nizinie Padańskiej, pomiędzy rzeką Pad a Apeninami.
Ważny ośrodek handlowy, przemysłowy, kulturowy, naukowy (najstarszy na świecie uniwersytet założony w 1088) i turystyczny.
Bolonia nazywana jest też La Grassa (tłusta) ze względu na swą tradycyjnie kaloryczną kuchnię. Międzynarodową sławę zyskał – według legendy – wymyślony tutaj sos „ragu alla bolognese”, ale miasto słynie także m.in. z malutkich, nadziewanych pierożków tortellini oraz produkowanej w regionie Emilia-Romania szynki crudo.

## Historia miasta
Założone przez Etrusków (lub Umbrów) jako Felsina. W IV wieku p.n.e. zajęta przez celtyckie plemię Bojów, przybyłych z Galii Zaalpejskiej lub z północy przez Alpy Pennińskie. Po podboju Bojowie i Etruskowie stworzyli cywilizację nazywaną galijsko-etruską. Po bitwie pod Telamonem popadła w zależność od Rzymu. W czasie II wojny punickiej Bojowie pomogli Hannibalowi. Klęska Kartaginy oznaczała koniec niepodległości miasta. Rzymianie zniszczyli wiele miejscowości w okolicy i zdobyli miasto (192 p.n.e.).
Rzymska kolonia Bononia została założona w 189 p.n.e. Po zbudowaniu drogi Via Aemilia w 187 p.n.e. miasto stało się centrum handlowym, połączonym z Arezzo dzięki Via Flaminia minor, a z Akwileją dzięki Via Aemilia Altinate. W czasach rzymskich Bolonia liczyła od 12 do 30 tys. mieszkańców i okresowo była drugim pod względem wielkości miastem w Italii oraz jednym z najważniejszych miast w cesarstwie z wieloma świątyniami, termami, teatrem i areną. Pomponiusz Mela wymieniał Bolonię wśród najbogatszych miast Italii. Za rządów Klaudiusza (41–54) zostało zniszczone przez pożar. Odbudowane w I wieku n.e. przez Nerona.
Po długotrwałym upadku w czasie wojen z Germanami świetność przywrócił Bolonii jej biskup święty Petroniusz. Zbudował on klasztor św. Stefana i odbudował wiele innych budowli. Po upadku cesarstwa zachodniorzymskiego w państwie Odoakra i Teodoryka Wielkiego. W VI-VIII wieku w egzarchacie raweńskim. Bizantyjczycy otoczyli miasto murami, jako że broniło ono granic egzarchatu. W 728 zdobyta przez króla Longobardów Liutpranda i przyłączona do Królestwa Longobardów. Od 756 w składzie Państwa Kościelnego.
Od początku XII wieku wolna komuna miejska (okres znacznego rozwoju). W 1088 założono Uniwersytet Boloński. W 1168 przystąpiła do Ligi Lombardzkiej, zawiązanej przeciwko cesarzowi Fryderykowi Barbarossie. W 1294 liczyła 60–70 tys. mieszkańców i była prawdopodobnie szóstym co do wielkości miastem w Europie, po Kordobie, Paryżu, Wenecji, Florencji i Mediolanie. Po przegranej bitwie pod Zappolino (1325) Bolonia oddała się pod opiekę papieża. W 1348 Czarna śmierć zabiła około 30 tys. mieszkańców. Przez jakiś czas była niezależna lub podlegała Mediolanowi. W latach 1506–1860 ponownie znalazła się pod władzą papieży.
W czasie wojen napoleońskich była stolicą Republiki Cispadańskiej (1796–1797), potem przyłączona do Republiki Cisalpińskiej (1797–1802), następnie w Republice Włoskiej (1802–1805) i w Królestwie Włoch (1805–1815). Bunty przeciwko władzy papieży wybuchały w 1831 i 1849. Po tym ostatnim w mieście stacjonował garnizon austriacki.
Od 1860 w zjednoczonych Włoszech.
W 1945 (od 9 do 21 kwietnia) walki między 2 Korpusem Polskim a oddziałami niemieckimi w rejonie Bolonii. Jej zdobycie zakończyło działania 2 Korpusu Polskiego w kampanii włoskiej.
2 sierpnia 1980 na dworcu kolejowym nastąpił zamach terrorystyczny – zginęło 85 osób, a ponad 200 zostało rannych.

## Zabytki
- ruiny rzymskich budowli (akweduktu, term i amfiteatru)
- romańska katedra (przebud. XVI-XVII w.)
- Bazylika św. Petroniusza w Bolonii, której budowę rozpoczęto w 1390, ukończono około 1650. Główny portal wejściowy ozdobiony jest płaskorzeźbami Jacopa della Quercia. Wnętrze o rozmiarach – długość 132 m, wysokość 44 m czyni kościół jednym z największych na świecie. Najcenniejszy wystrój mają kaplica pierwsza i czwarta po lewej stronie ozdobione obrazami Giovanniego da Modeny, oraz Pietà dłuta Amica Aspertiniego i zegar astronomiczny w lewej, bocznej nawie – w południe, wpadający przez mały otwór w sklepieniu, promień światła na posadzce bazyliki wskazuje miesiąc i dzień;
- Katedra Świętego Piotra, poświęcona w roku 1184;
- Miejskie Muzeum Archeologiczne w Bolonii (Museo civico archeologico di Bologna), położone na wschód od bazyliki z kolekcją cennych eksponatów etruskich, rzymskich i egipskich;
- gotycki kościół św. Franciszka z XIII w. – pierwszy przykład francuskiego gotyku w Italii;
- romańskie i gotyckie wieże mieszkalne, zwłaszcza dwie pochyłe obok siebie: Asinelli i Garisenda
- renesansowe pałace (XIII-XVI w.)
- ratusz i siedziba uniwersytetu (XIII-XVI w.);
- Sepolcri dei glossatori (groby glosatorów – średniowiecznych znawców prawa) z XII-XIII w.;
- Muzeum Sztuki Współczesnej (MAMBO)
- Bazylika św. Stefana w Bolonii

## Gospodarka
Duży ośrodek przemysłowy, m.in. precyzyjny i ceramiczny (słynne majoliki), garbarski, skórzano-obuwniczy, środków transportu (wagony kolejowe, ciągniki, motocykle – Ducati), spożywczy (serowarski, winiarski, mięsny, owocowo-warzywny). Ważny węzeł komunikacyjny, ze stacjami kolejowymi Bologna Borgo Panigale, Bologna San Ruffillo, Bologna San Vitale oraz portem lotniczym.

## Sławni bolończycy
Z Bolonii pochodzą:
- św. Katarzyna z Bolonii – patronka miasta
- Ulisses Aldrovandi – humanista, lekarz i przyrodnik okresu Renesansu
- Stefano Benni(inne języki) – pisarz
- Simone Bolelli – tenisista
- Agostino Carracci – malarz
- Pierluigi Collina – sędzia piłkarski
- Sara Errani – tenisistka
- Luigi Galvani – fizyk, lekarz, fizjolog
- Benedykt XIV – papież
- Honoriusz II – papież
- Lucjusz II – papież
- Guglielmo Marconi – wynalazca
- Gianluca Pagliuca – bramkarz piłkarski
- Pier Paolo Pasolini – pisarz, poeta, reżyser
- Roberto Regazzi – lutnik, poeta i pacyfista
- Mariele Ventre – dyrygent, pedagog
- Christian Vieri – piłkarz
- Imelda Lambertini – zakonnica i błogosławiona Kościoła Katolickiego
- Andrea Kimi Antonelli – kierowca Formuły 2, od sezonu 2025 kierowca Formuły 1

## Słynne firmy
- Ducati Motor Holding – motocykle
- Malaguti – skutery
- Lamborghini – samochody
- Maserati – samochody
- Coop
- IMA
- YOOX – moda
- Unipol – bankowość

## Miasta partnerskie
- Poznań (Polska)[4]
- Charków (Ukraina)
- Coventry (Wielka Brytania)
- La Plata (Argentyna)
- Lipsk (Niemcy)
- Portland (USA)
- Saint Louis (Senegal)
- Saint Louis (USA)
- Saloniki (Grecja)
- San Carlos (Nikaragua)
- Tuluza (Francja)
- Tuzla (Bośnia i Hercegowina)
- Walencja (Hiszpania)
- Zagrzeb (Chorwacja)